# Muckleford
Muckleford – osada w Anglii, w hrabstwie Dorset, w dystrykcie (unitary authority) Dorset. Leży 6 km od miasta Dorchester. W 1870-72 osada liczyła 109 mieszkańców.